# Разино (Донецкая область)
Разино (укр. Разіне) — село на Украине, находится в Покровском районе Донецкой области.
Код КОАТУУ — 1422755605. Население по переписи 2001 года составляет 147 человек. Почтовый индекс — 85340. Телефонный код — 623.

## Адрес местного совета
85340, Донецкая область, Покровский р-н, пгт. Новоэкономическое, пр. Октябрьский, 7, тел. 5-37-2-42